# Fama (Minas Gerais)
Fama es un municipio brasileño del estado de Minas Gerais. Su población estimada en 2004 era de 2.475 habitantes.

## Geografía
- Localización: Circuito de las Aguas
- Área del Municipio: 87,9 km²
- Densidad Demográfica: 25,82 hab/km²
- Altitud Media: 819 m
- Temperatura Media Anual: 19,6º
- Precipitación Media Anual: 1592,7 mm

## Índices
- Desarrollo Humano: 0,76
- PIB: 12.548
- Renta per cápita: R$ 5.221,80
- Consumo Anual de Energía Eléctrica - 2.556.825 - (CEMIG)